# Copa África-Asia-Pacífico de la FIFA
La Copa África-Asia-Pacífico de la FIFA (en inglés, FIFA African-Asian-Pacific Cup) es una competencia de fútbol que forma parte de la primera y segunda ronda de la Copa Intercontinental de la FIFA, y corresponde al primero de los cuatro títulos entregados en este torneo. En ella participan los campeones de las máximas competiciones de clubes en África, Asia y Oceanía: la Liga de Campeones de la CAF, la Liga de Campeones de Élite de la AFC y la Liga de Campeones de la OFC, respectivamente. El ganador disputa la Copa Challenger de la FIFA, contra el campeón del Derbi de las Américas de la FIFA.
El actual campeón de la competición es el Al-Ahly Sporting Club de Egipto, el cual derrotó por 3-0 al Al-Ain Football Club de Emiratos Árabes Unidos en la final.

## Historia y formato
La Copa África-Asia-Pacífico surge a partir de la reestructuración de la Copa Mundial de Clubes de la FIFA, la cual abandonó su formato anual para pasar a disputarse cada cuatro años a partir de 2025, aumentando también su número de participantes de 7 a 32. Para mantener una competencia en formato anual, se creó la Copa Intercontinental de la FIFA, la cual presenta algunas diferencias respecto a la Copa Mundial de Clubes en su anterior formato, como la participación exclusiva de los clubes campeones de cada confederación y la entrega de títulos interregionales a lo largo de las llaves de eliminación directa.
El formato de la Copa África-Asia-Pacífico fue anunciado el 20 de septiembre de 2024, junto con el formato de la Copa Intercontinental. La Copa África-Asia-Pacífico inicia con una llave eliminatoria preliminar que enfrenta al campeón de la OFC (Oceanía) contra el campeón de la AFC (Asia) o la CAF (África), quienes se alternarán entre ediciones. El ganador de dicha llave disputará la final contra el club campeón restante. El club vencedor disputará la Copa Challenger de la FIFA contra el campeón del Derbi de las Américas, es decir contra el campeón de la Copa Libertadores de América (Conmebol) o el de la Copa de Campeones de la Concacaf.
Para la primera edición del torneo (2024), se determinó mediante sorteo al club participante de la llave preliminar junto al representante de Oceanía, resultando seleccionado el representante de Asia. En consecuencia, el campeón de África se instaló automáticamente en la final, por lo que siguiendo la alternancia establecida, el campeón africano asegurará su participación en la final en los años pares, mientras que el campeón asiático lo hará en los años impares.
La Copa África-Asia-Pacífico es el único torneo perteneciente a la Copa Intercontinental de la FIFA que no se disputa en una sede neutral. Tanto en la llave preliminar como en la final, el equipo mejor posicionado en la clasificación FIFA obtendrá la localía.

## Historial

### Eliminatorias
| Año  | Campeón | Resultado | Subcampeón    | Sede                            |
| ---- | ------- | --------- | ------------- | ------------------------------- |
| 2024 | Al-Ain  | 6–2       | Auckland City | Estadio Hazza Bin Zayed, Al Ain |
| 2025 |         |           |               |                                 |

### Finales
| Año  | Campeón | Resultado | Subcampeón | Sede                            |
| ---- | ------- | --------- | ---------- | ------------------------------- |
| 2024 | Al-Ahly | 3-0       | Al-Ain     | Estadio Internacional, El Cairo |
| 2025 |         |           |            |                                 |

## Palmarés
| Equipo        | Títulos | Subcamp. | 3.er lugar | Años campeón | Años subcampeón | Años tercero |
| ------------- | ------- | -------- | ---------- | ------------ | --------------- | ------------ |
| Al-Ahly       | 1       | -        | -          | 2024         |                 |              |
| Al-Ain        | -       | 1        | -          |              | 2024            |              |
| Auckland City | -       | -        | 1          |              |                 | 2024         |

### Títulos por país y confederación
| País          | Títulos | Subcampeón | Tercer lugar | Años campeonatos |
| ------------- | ------- | ---------- | ------------ | ---------------- |
| Egipto        | 1       | -          | -            | 2024             |
| EAU           | -       | 1          | -            |                  |
| Nueva Zelanda | -       | -          | 1            |                  |

| Confederación | Títulos | Subcampeón | Tercer lugar | Años campeonatos |
| ------------- | ------- | ---------- | ------------ | ---------------- |
| CAF (África)  | 1       | -          | -            | 2024             |
| AFC (Asia)    | -       | 1          | -            |                  |
| OFC (Oceanía) | -       | -          | 1            |                  |